# Susanne Kramer-Friedrich
Susanne Kramer-Friedrich (* 16. Juli 1935 in Zürich; † 16. November 2021 ebenda) war eine Schweizer Studienleiterin, Publizistin und Frauenrechtlerin.

## Leben und Wirken

### Herkunft, Ausbildung und Familie
Susanne Kramer-Friedrich wurde geboren am 16. Juli 1935 in Zürich als zweites Kind des Kaufmanns Walter Friedrich und der Pianistin Ida, geborenen Pfister. Sie wuchs mit einem älteren Bruder in Zürich-Wollishofen auf.
Von 1948 bis 1954 absolvierte sie das Gymnasium Hohe Promenade in Zürich und schloss mit der Maturität ab. In den darauffolgenden zwei Jahren erwarb sie am Kantonalen Oberseminar das Primarlehrerdiplom. 1956/1957 arbeitete sie als Primarlehrerin in Zürich-Friesenberg.
Von 1957 bis 1961 folgte das Studium phil. I in deutscher und französischer Literaturwissenschaft an den Universitäten Genf bei Marcel Raymond und Zürich bei Emil Staiger.
1960 heiratete sie den Theologen Werner Kramer von Zürich. Dem Paar wurden die drei Kinder Matthias (* 1963), Thomas (* 1966) und Ursina (* 1969) geboren.

### Beruf

#### Mittelschullehrerin und Internatsleiterin
Von 1959 bis 1963 wirkte Susanne Kramer als Hilfslehrerin in deutscher Sprache an der Höheren Töchterschule Hohe Promenade in Zürich. 1960 bis 1962 leitete sie zusammen mit ihrem Mann das Reformierte Studentenhaus an der Moussonstrasse Zürich und von 1962 bis 1984 ebenso in Co-Leitung das Internat des Evangelischen Lehrerseminars Zürich-Unterstrass. Von 1967 bis 1977 war sie Deutschlehrerin am Evangelischen Kindergärtnerinnenseminar Zürich-Unterstrass, von 1972 bis 1984 Hilfslehrerin für Deutsch und Schultheater am Evangelischen Lehrerseminar Zürich-Unterstrass.

#### Publizistin und Redaktorin
Von 1973 bis 1992 amtete Susanne Kramer als Redaktorin des Kirchenboten für den Kanton Zürich und betreute die Ressorts Erziehungsfragen, evangelische Spiritualität, sowie schöpferisches Gestalten. Ab 1978 war sie dort stellvertretende Chefredaktorin und wiederholt auch interimistische Chefredaktorin mit den Schwerpunkten Gesellschaftspolitische Fragen, Stellung der Frau, Kultur, Kunst und Bildmeditationen.

#### Studienleiterin
Von 1993 bis 1997 arbeitete sie als Studienleiterin am Evangelischen Tagungs- und Studienzentrum Boldern in Männedorf, wo sie die Ressorts Lebensfragen und Literatur innehatte. Ab 2012 war sie Co-Redaktorin der boldern!texte.

### Paraberufliche Engagements
Von 1972 bis 1980 erfolgte ihre Mitarbeit in der Aufbauphase des Hauses der Stille und Besinnung Kappel am Albis im ehem. Kloster Kappel, wo sie Meditationskurse und Trauerseminare leitete. 
1986 war sie Mitinitiantin der Ökumenischen Frauenbewegung Zürich, dann Mitglied der Leitungsgruppe und von 2000 bis 2012 deren Präsidentin. Sie zeichnete als Mitverantwortliche für Frauengottesdienste in Zürich, verfasste Texte und Melodien zu Frauenliedern und leitete die Reihe Neuland Bibel. 
Von 1988 bis 2012 konzipierte und leitete sie unter dem Titel Die spirituelle Dimension der Kunst zusammen mit Simone Staehelin von Basel 25 Frauenreisen nach Italien (Tarotgarten von Niki de Saint Phalle, Capalbio; Skulpturengarten von Daniel Spoerri, Seggiano), nach Deutschland (Rheinland/Disibodenberg: Hildegard von Bingen, Stuttgart/Hannover: Niki de Saint Phalle), nach Frankreich (Côte d’Azur: Henri Matisse, Marc Chagall, Pablo Picasso).
Von 1990 bis 2010 folgte die Mitarbeit in der Labyrinthbewegung. Susanne Kramer initiierte das Labyrinth auf dem Gelände des Evangelischen Tagungs- und Studienzentrums Boldern, Männedorf und erstellte die Labyrinthkarte für das Gebiet der Schweiz. 
1970 bis 1980 befasste sie sich als Vorstandsmitglied des Quartiervereins Zürich Unterstrass/Oberstrass mit gesellschafts- und verkehrspolitischen Fragen des Quartiers.
Politisch engagierte sie sich für Gleichberechtigung der Frauen in Arbeit, Wirtschaft, Gesellschaft. Ihre Eingabe an den Bundesrat erreichte, dass in der Volkszählung 2000 die Gesamtstundenzahl unbezahlter Haus- und Familienarbeit offiziell erhoben wurde. Sie war Mitglied der Zürcher Frauenpartei Frauen macht Politik! (FraP!).

## Ehrungen
Am 4. September 2004 wurde Susanne Kramer-Friedrich anlässlich der dritten Schweizerischen Frauensynode in Basel mit dem Preis des FrauenKirchenKalenders, dem Hanna-Strack-Preis für Gottespoetinnen, ausgezeichnet und damit für ihre Mitprägung der Ökumenischen Frauenbewegung Zürich gewürdigt. In der Laudatio hob Pfarrerin Monika Frieden besonders das Dichten, Komponieren und Übersetzen von Liedern für die Frauengottesdienste hervor.

## Werke (Auswahl)
- Bibel für alle. Wege zur Bibel für Leute von A bis Z. Hg. Kirchenrat des Kantons Zürich, Theologischer Verlag Zürich, Zürich 1981.
- Mit Verena Eggmann: Fünf Brote und zwei Fische. Ruth von Fischer – Kunst als Gemeinschaftswerk. Theologischer Verlag Zürich, Zürich 1981.
- Hiob. Zwölf Holzschnitte von Heinz Keller. Texte ausgewählt und bearbeitet von Susanne Kramer. Sonnenberg Presse, Winterthur 1988.
- Ökumenisches Frauenliederbuch. Hrsg. mit Lilo Schmidt. Verlag Musikhaus Pan, Zürich 1990.
- Labyrinthfrauen gehen eigene Wege. Zehn Jahre Schweizer Labyrinthbewegung. In: Ilse M. Seifried: Das Labyrinth oder Die Kunst zu wandern. Haymon-Verlag, Innsbruck 2002.
- Peter Walss, Gebete – auf dem Rücken liegend. (Herausgeberschaft). Gotthelf-Verlag, Zürich 1993.